# ゴンチャロフ (小惑星)
ゴンチャロフ (5361 Goncharov) は小惑星帯に位置する小惑星。ロシアの女性天文学者リュドミーラ・チェルヌイフが発見した。
『オブローモフ』などの小説で知られるロシアの作家、イワン・ゴンチャロフから命名された。